# Cardiss Collins
Cardiss Hortense Collins, née Robertson le 24 septembre 1931 à Saint-Louis (Missouri) et morte le 3 février 2013 à Alexandria (Virginie), est une femme politique américaine, membre du Parti démocrate. Elle a représenté le septième district de l'Illinois à la Chambre des représentants des États-Unis de 1973 à 1997.
Elle fut la première femme afro-américaine à représenter l'État au Congrès fédéral.